# François-Marie Abbati
François-Marie Abbati, francisation de Francesco Maria Antonio degli Abbati (né à Pesaro le 12 janvier 1660, mort à Carpentras le 22 avril 1735), ecclésiastique italien, fut évêque de Carpentras de 1710 à 1735.

## Biographie
Francesco Maria Antonio degli Abbati est le cousin du pape Clément XI. Auditeur du nonce apostolique au Portugal puis à Vienne, il est recteur du Comtat Venaissin du 17 février 1702 à 1706 puis de 1711 à 1712. Ordonné prêtre en 1706, il est alors nommé évêque de Rieti en 1707 mais transféré sur le siège épiscopal de Carpentras en 1710. Pendant son épiscopat, la peste sévit dans la région et il publie en 1720 une lettre pastorale à ses fidèles pour les  exciter à implorer la divine miséricorde. Il fait édifier dans la cathédrale Saint-Siffrein de Carpentras une vaste crypte destinée à l'inhumation des évêques. Lorsqu'il meurt à Carpentras en 1735 il est le premier à l'occuper.